# Josef Schlager
Josef Schlager (* 20. Februar 1918 in Pöls; † 12. Jänner 1987 ebenda) war ein österreichischer Politiker (SPÖ) und von 1966 bis 1983 Abgeordneter zum Nationalrat.
Schlager besuchte nach der Pflichtschule eine kaufmännische Berufsschule und war danach zunächst als Handelsangestellter beschäftigt. Danach wechselte er als Gemeindebeamter nach Pöls und wurde in der Folge Leiter der Finanzabteilung sowie später Leiter der Bauabteilung sowie des Standesamtes. Ihm wurde der Berufstitel Amtsrat verliehen.
Schlager begann seine politische Karriere 1949 als Ortsparteiobmann der SPÖ Pöls und wurde 1955 Gemeinderat und Finanzreferent der Gemeinde. Er gehörte zwischen 1961 und 1966 als Abgeordneter dem Landtag Steiermark an und wechselte am 30. März 1966 in den Nationalrat, dem er bis zum 18. Mai 1983 angehörte. Innerparteilich war Schlager zudem ab 1951 als SPÖ-Bezirksbildungs- und Propagandareferentfür das Obere Murtal aktiv, fungierte als Bezirksparteiobmann der SPÖ Knittelfeld, Judenburg und Murau und gehörte als Mitglied der Landesparteivertretung der SPÖ-Steiermark an. Darüber hinaus war er ab 1948 in der Konsumgenossenschaft aktiv und hatte in der Folge das Amt des Vizepräsidenten des Aufsichtsrates von Konsum Österreich inne.